# Třída D (1896)
Třída D byla třída torpédoborců Britského královského námořnictva z druhé poloviny 90. let 19. století. Toto označení dostalo deset britských torpédoborců, postavených ve čtyřech skupinách loděnicí John I. Thornycroft & Company. Patřily ke třídám Desperate, Angler, Coquette a Stag. Ve službě byly v letech 1897–1921. Dva byly ve službě ztraceny a ostatní byly vyřazeny.
Jako jedna třída byly označeny ex post v roce 1913, kdy byly britské třicetiuzlové torpédoborce rozděleny do skupin dle počtu komínů: třída B se třemi komíny, třída C se čtyřmi komíny a třída D se dvěma komíny. Torpédoborce v rámci jednotlivých tříd neměly jednotný design. Unifikována byla především rychlost.

## Stavba
Zkušenosti z provozu prvních britských torpédoborců (třídy A) ukázaly, že mají potenciál dosahovat vyšších rychlostí, že Admitalita očekávala. Roku 1894 proto byly u loděnic Thornycroft, Yarrow a Laird poptány torpédoborce s rychlostí třicet uzlů. První objednávky poté směřovaly k loděnicím Thornycroft a Laird. Yarrow několik let zakázky nezískal kvůli sporům s Admitalitou o 27uzlové torpédoborce. Britské 30uzlové torpédoborce neměly jednotnou konstrukci, stejně jako předchozí třídy. Sjednocena u nich byla zejména rychlost a výzbroj. V zásadě to byly zvětšené 27uzlové torpédoborce. Britská loděnice John I. Thornycroft & Company v Chiswicku postavila čtyři skupiny s celkem deseti plavidly, které roku 1913 získaly souhrnné označení jako D. Jejich kýly byly založeny v letech 1895–1898, na vodu byly spuštěny v letech 1896–1899 a do služby byly přijaty v letech 1897–1900.
Jednotky třídy D:
| Jméno         | Podtřída  | Založení kýlu     | Spuštěn            | Vstup do služby | Osud                                                          |
| ------------- | --------- | ----------------- | ------------------ | --------------- | ------------------------------------------------------------- |
| HMS Desperate | Desperate | 1. července 1895  | 15. února 1896     | únor 1897       | Prodán do šrotu 1920.                                         |
| HMS Fame      | Desperate | 4. července 1895  | 15. dubna 1896     | červen 1897     | Prodán do šrotu 1921.                                         |
| HMS Foam      | Desperate | 16. července 1895 | 8. října 1896      | červenec 1897   | Prodán do šrotu 1914.                                         |
| HMS Mallard   | Desperate | 13. září 1895     | 19. listopadu 1896 | říjen 1897      | Prodán do šrotu 1920.                                         |
| HMS Angler    | Angler    | 21. února 1896    | 2. února 1897      | červenec 1898   | Prodán do šrotu 1920.                                         |
| HMS Ariel     | Angler    | 23. dubna 1896    | 5. března 1897     | říjen 1898      | Dne 19. dubna 1907 ztroskotal na Maltě.                       |
| HMS Coquette  | Coquette  | 8. června 1896    | 25. listopadu 1897 | listopad 1899   | Dne 7. března 1916 u východního pobřeží Anglie potopen minou. |
| HMS Cynthia   | Coquette  | 16. července 1896 | 8. ledna 1898      | červen 1899     | Prodán do šrotu 1920.                                         |
| HMS Cygnet    | Coquette  | 3. září 1896      | 3. září 1898       | únor 1900       | Prodán do šrotu 1920.                                         |
| HMS Stag      | Stag      | 16. dubna 1898    | 18. listopadu 1899 | září 1900       | Prodán do šrotu 1921.                                         |

## Konstrukce

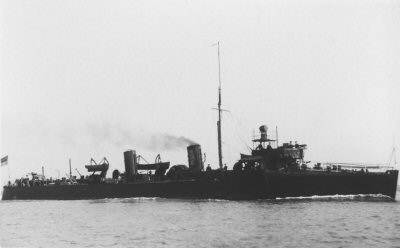
HMS Stag

Výzbroj představoval jeden 76mm kanón, pět 57mm kanónů a dva jednohlavňové 457mm torpédomety se zásobou čtyř torpéd. Pohonný systém tvořily tři kotle Thornycroft a dva čtyřválcové parní stroje s trojnásobnou expanzí o výkonu 5700 hp, roztáčející dva lodní šrouby. Spaliny odváděly dva komíny. Nejvyšší rychlost dosahovala třicet uzlů. Dosah byl 3000 námořních mil při rychlosti deset uzlů.